# Fairchild K-20

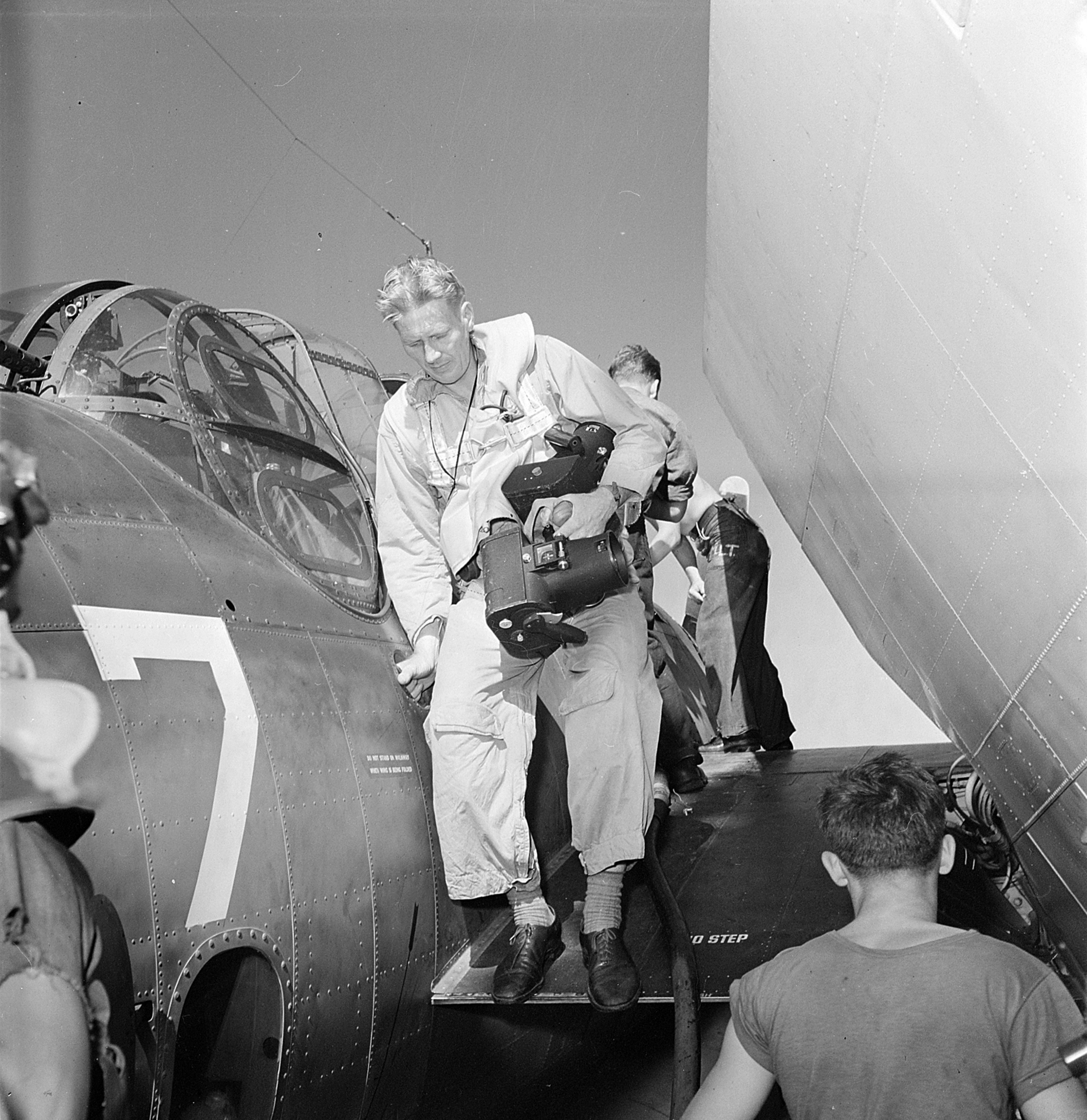
Charles E. Kerlee von der Naval Aviation Photographic Unit entsteigt dem Flugzeug mit zwei Kameras Fairchild K-20

Die Fairchild K-20 war eine Kamera für Luftbilder, die hauptsächlich von den US-Streitkräften genutzt wurde.

## Nutzung und Herstellung
Sie wurde hauptsächlich während des Zweiten Weltkriegs benutzt. Der Apparat war für 4×5-inch-Rollfilme ausgelegt und das Objektiv hatte eine Brennweite von 6 3/8″. Die Objektive stammten von den Firmen Kodak, Ilex oder Bausch & Lomb.
15.000 Exemplare der Fairchild K-20 wurden von Folmer Graflex in Rochester (New York) zwischen 1941 und 1945 gebaut.